# Napoca
Napoca ókori római település volt Daciában, a mai Kolozsvár területén. Nevét egy korábban létező dák településről kapta, azonban annak pontos helye nem ismert, és feltételezhetően nem a római város helyén feküdt. A mai Kolozsvár területén és a Kis-Szamos mentén csupán kevés dák kori lakóhely nyoma került elő. Napoca a római korban vált jelentőssé, amikor Hadrianus császár municipiumi rangra emelte (Municipium Aelium Hadrianum Napocensem), majd Marcus Aurelius uralkodása alatt Colonia Aurelia lett. Később Septimius Severus császár megadta számára az italiai jogot (Ius Italicum), amely gazdasági és jogi előnyöket biztosított a település lakóinak.

## Neve
Nevét egy korábban létező dák településről kapta, azonban annak pontos helye nem ismert, és feltételezhetően nem a római város helyén feküdt. Első említése Ptolemaiosz leírásában maradt fenn, ahol Napuca alakban szerepelt. A legrégibb felirat, amely a Napoca nevet tartalmazza, egy 109–110-ből  származó, Ajton mellett talált mérföldkő. Több feliraton csak rövidített alakja (Nap.) szerepel.

## Fekvése
A Kis-Szamos völgyében, 400‒232 méter tengerszint fölötti magasságon helyezkedett el, mintegy 25 hektáron. A völgy mellékvölgyeivel együtt a római korban sűrűn lakott volt, Napoca központtal. A település kialakulásában és fejlődésében fontos szerepet játszott, hogy három útvonal metszéspontjában volt található: az Apulum–Porolissum út, a gyalui castellumon át sebesváraljai katonai táborba vezető út, valamint a szamosújvári castellumon át a kosályi katonai táborba vezető út.

## Lakossága
A város lakosságát az alapterülete alapján legfeljebb 10 000 főre becsülik, így lényegesen kisebb volt a tartomány többi városánál. Dacia meghódítása után Traianus a tartomány megfogyatkozott férfilakosságot áttelepítésekkel pótolta; Napocába Kis-Ázsiából, azon belül első sorban az Attalidák egykori birodalmából és Galatiából érkeztek.

## Településszerkezete
A római kori város, amely a mai Kolozsvár alatt fekszik, viszonylag kevéssé ismert. Erődítései régészeti feltárások és későbbi építmények nyomvonalai alapján részben rekonstruálhatók. Az ókori település déli és nyugati falai nagyjából megegyeztek a később kiépült középkori erődítmény déli és nyugati falaival. A déli fal maradványait a Jókai utcánál (Strada Napoca), a Minorita templom közelében, valamint a Deák Ferenc utca (Bulevardul Eroilor) és a Király utca (Strada Ion I. C. Brătianu) között, a bábszínház udvarán tárták fel. A keleti fal a Bolyai utca (Strada Bolyai János) vonalát követte, míg az északi fal nyomai a Bástya utcában (Strada Constantin Daicoviciu), a Bartha Miklós utcában (Strada Emil Isac), a Caragiale parkban, valamint a Telefonpalota alatt azonosíthatók. Az északi sánc a Bástya utcán haladt a Szentlélek utca (Strada Virgil Fulicea) végéig. Napoca körülkerítésének pontos időpontja nem ismert, azonban a települést egy hozzávetőleg téglalap alaprajzú fallal vették körbe, amely faragott kőtömbös falazási technikával (opus quadratum) épült. Az utolsó feltárt falszakasz kiváló állapotban maradt fenn, ahol jól megfigyelhetők az alapozás és az első kősorok. A kőtömbök precízen megmunkáltak, néhányuk peremén finoman faragott részletek és domborúan kiemelkedő felületek (bossage) figyelhetők meg. Kolozsvár teljes belvárosában, a Fő téren (Piața Unirii) és a környező utcákban számos római kori rom található. Régészeti kutatások alapján megállapították, hogy a 2. század közepéig az épületek jellemzően fából készültek, és csak ezt követően kezdték el alkalmazni a kő- és téglaszerkezeteket. A város falai mészkőből épültek.
A város középkori utcahálózata gyakorlatilag változatlan maradt, ami arra utal, hogy a római Napoca főútvonalai nagyrészt megegyeztek a mai Kolozsvár fő tengelyeivel. Az Unió utca (Strada Memorandumului) a Fő tér északi frontjával, a Magyar utca (Bulevardul 21 Decembrie 1989) a nyugat-keleti tengellyel, míg a Híd utca (Strada Regele Ferdinand) a Fő tér keleti frontjával esett egybe, észak-déli tengelyként. A Karolina téren (Piața Muzeului) egy észak-déli irányú római utca nyomait tárták fel, amely 5 méter széles volt. Valószínűsíthető, hogy ez a település főútvonala (cardo maximus) volt, bár pontos helyzete még nem teljesen tisztázott. Az út kőlapokkal burkolt volt, és oszlopos épületekkel szegélyezett. Emellett feltártak egy monumentális épület maradványait is, amely egy központi útkereszteződés szélén helyezkedhetett el.
Római kori lakóépületek maradványait tárták fel a Caragiale park sarkán, a Ferencrendiek utcájában (Strada Victor Deleu), valamint a Fő téren (Piața Unirii). A Híd utcai Central Áruház alatt egy nagyméretű épület, feltehetően egy templom állhatott. A Memorandisták emlékműve alatt egy műhely maradványait azonosították, ahol fibulák készítésével foglalkoztak. Fazekasműhelyeket a város keleti és északi részén is feltártak, a kerámiakemencék elsősorban a Magyar utca területén helyezkedtek el.
A római kori nekropolisz főként a település déli és délkeleti részén helyezkedett el. Sírokat tártak fel a Szent György téren (Piața Lucian Blaga), a Farkas utcában (Strada Mihail Kogălniceanu), a Petőfi utcában (Strada Avram Iancu), a Bocskai téren (Piața Avram Iancu) és a Heltai téren (Piața Cipariu). A temető egy jelentős közlekedési útvonal mentén feküdt, amelynek szélessége a Heltai térnél 5,60 métert ért el. Egy másik temetkezési hely a Györgyfalvi úton (Strada Constantin Brâncuși) húzódott, az útvonal mentén, amely Györgyfalván keresztül Potaissa irányába vezetett.